# Elina Danieljan
Elina Danieljan (armenisch Էլինա Դանիելյան; * 16. August 1978 in Baku, Aserbaidschanische SSR) ist eine armenische Schachspielerin. Seit 2010 trägt sie den Titel Großmeister. 2021 wurde Danieljan Europameisterin.

## Leben
Danieljan gewann 1992 in Duisburg die Jugendweltmeisterschaft in der Altersklasse U14 weiblich und ein Jahr später in Bratislava den Wettbewerb in der Altersklasse U16 weiblich.
Danieljan gewann 1993, 1994, 1999, 2002, 2003 und 2004 die armenische Meisterschaft der Frauen.
Sie trägt seit 1994 den Titel Großmeister der Frauen (WGM), seit 2003 den Titel Internationaler Meister (IM) und seit 2010 den Titel Großmeister (GM). Die IM-Normen erfüllte sie bei der europäischen Einzelmeisterschaft der Frauen 2001 in Warschau, im Februar 2002 beim Aeroflot Open in Moskau und im Februar 2003 beim Open in Cappelle-la-Grande, die GM-Normen im August 2007 bei der offenen griechischen Meisterschaft in Kavala, im März 2009 bei einem Turnier des FIDE Grand Prix der Frauen 2009–2011 in Istanbul und im August 2010 beim 19. Open in Kavala. Im Januar 2015 liegt sie auf dem 19. Platz der FIDE-Weltrangliste der Frauen und führt die armenische Rangliste der Frauen an.
Im Jahr 2021 gewann Danieljan im rumänischen Iași die Schacheuropameisterin der Frauen.
| Die zur Anzeige dieser Grafik verwendete Erweiterung wurde dauerhaft deaktiviert. Wir arbeiten aktuell daran, diese und weitere betroffene Grafiken auf ein neues Format umzustellen. (Mehr dazu) |

## Mannschaftsschach

### Nationalmannschaft
Elina Danieljan nahm mit der armenischen Frauenmannschaft von 1992 bis 2014 an allen Schacholympiaden sowie erneut an der Schacholympiade 2018 teil, ebenso an den Mannschaftsweltmeisterschaften der Frauen 2007, 2009, 2011 und 2015 und seit 1997 an elf Mannschaftseuropameisterschaften. Sie gewann 2003 in Plowdiw die Mannschaftseuropameisterschaft der Frauen und erreichte das beste Einzelergebnis am Spitzenbrett sowie die zweitbeste Elo-Leistung aller Teilnehmerinnen.

### Vereine
In Armenien spielte Danieljan für MIKA Jerewan, mit dem sie von 2005 bis 2013 neunmal in Folge am European Club Cup der Frauen teilgenommen und diesen 2006 gewonnen hat. Die armenische Mannschaftsmeisterschaft gewann sie 2005 mit MIKA Jerewan und 2014 mit Pjunik Jerewan. In China spielte Danieljan 2007 und von 2011 bis 2013 für Tianjin und wurde mit diesem 2013 Mannschaftsmeister. 2018 trat sie für Hebei an. In der niederländischen Meesterklasse spielt sie seit 2008 sporadisch beim Schaakclub Groningen.